# Chavannaz
Chavannaz település Franciaországban, Haute-Savoie megyében. Lakosainak száma 240 fő (2022. január 1.). Chavannaz Cernex, Marlioz és Minzier községekkel határos.

## Népesség
A település népességének változása:
| Lakosok száma | 196  | 221  | 237  | 236  | 250  | 253  | 249  | 244  | 240  |
|               | 2013 | 2015 | 2016 | 2017 | 2018 | 2019 | 2020 | 2021 | 2022 |